# Ràfec

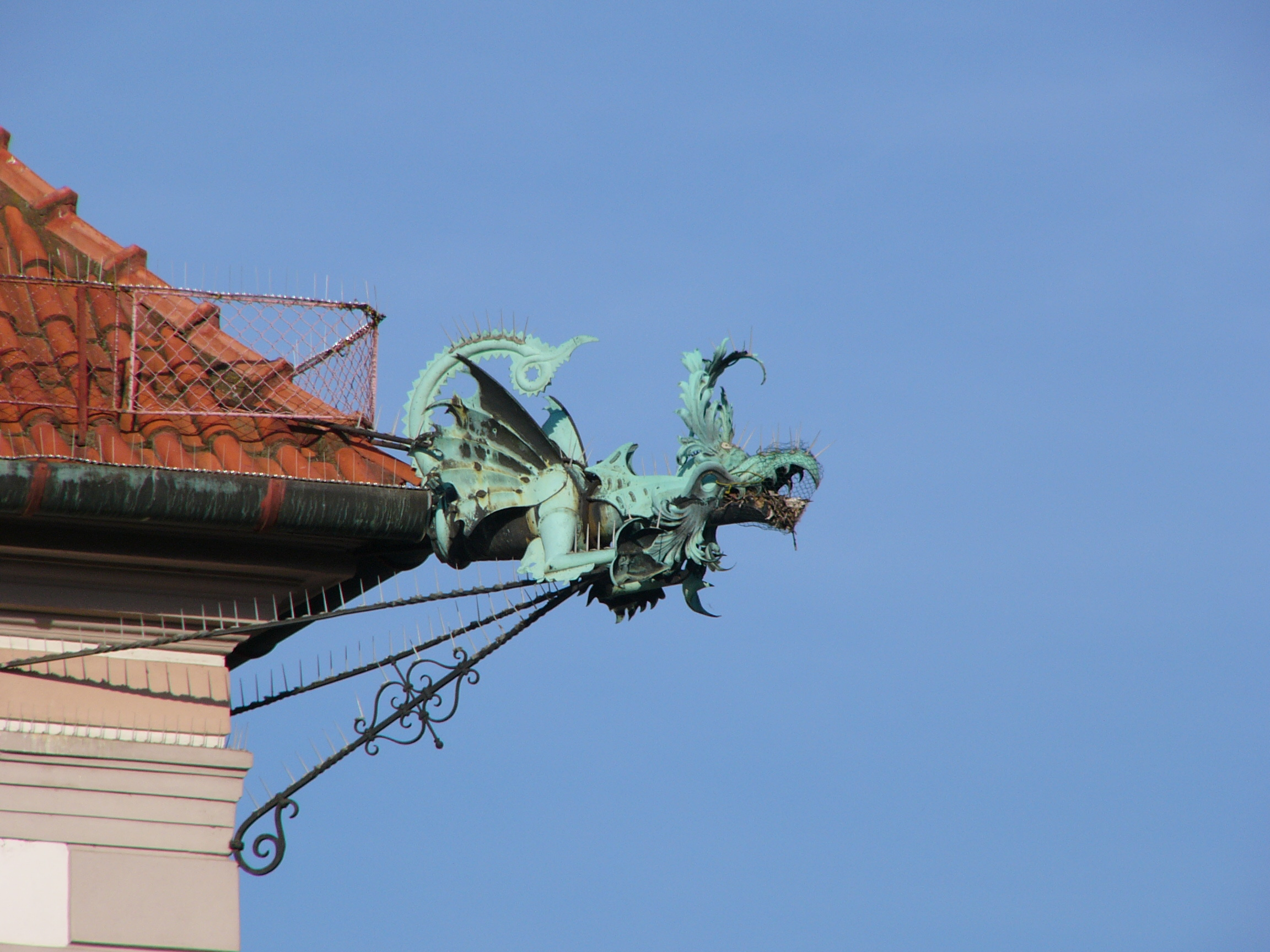
Ràfec amb una gàrgola de desguàs

Un ràfec és la part d'una teulada que sobresurt respecte de la façana. Els ràfecs habitualment es projecten fora de la paret de l'edifici per proporcionar protecció contra la intempèrie. També es coneix com ràfel, ràfol, volada o barbacana.

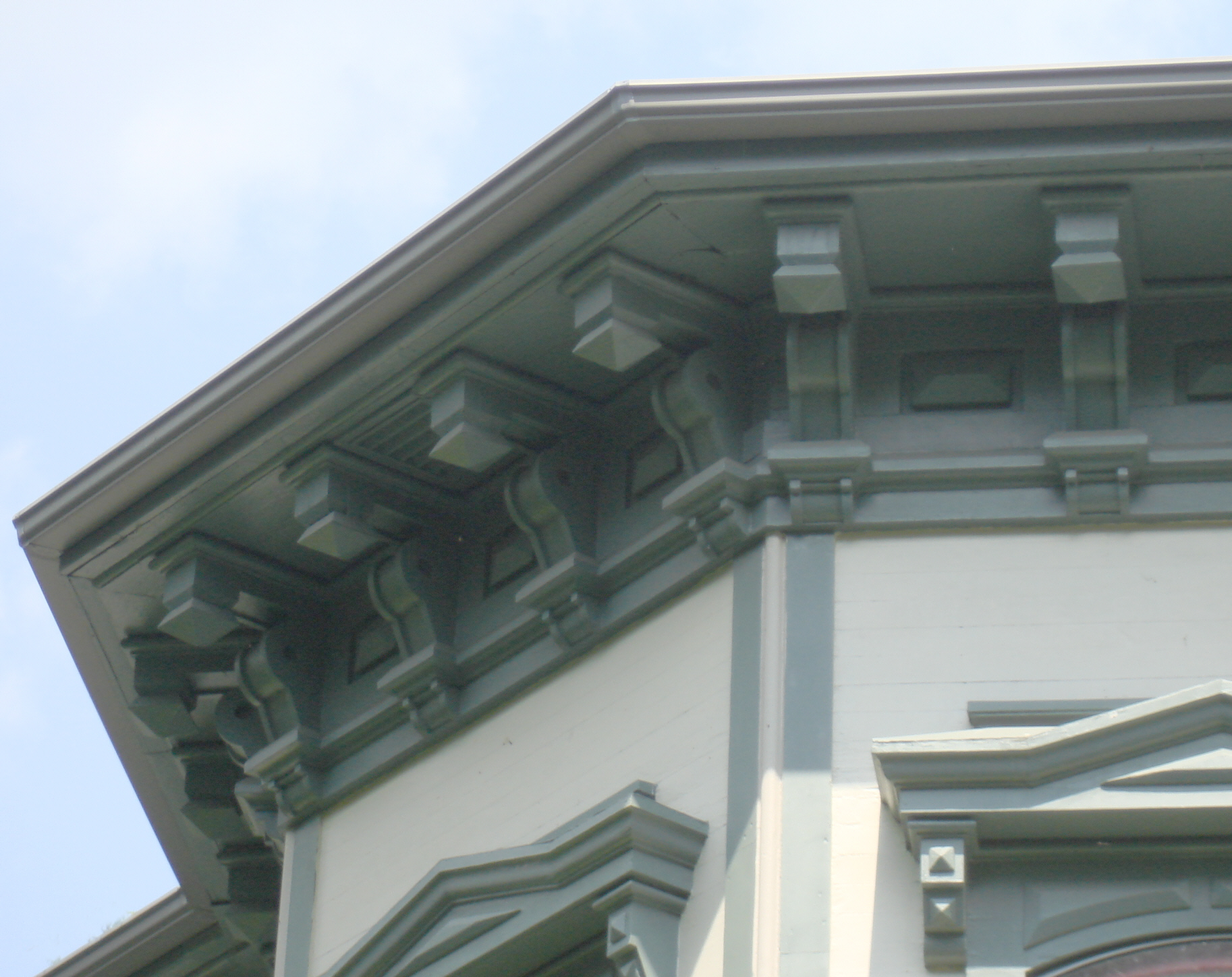
Ràfec amb mènsules

El ràfec no tan sols es refereix a la part que sobresurt, sinó també a la seva part inferior i la decoració que acostuma a tenir.